# Episcea
Episcea este un gen de insecte lepidoptere din familia Arctiidae.

Cladograma conform Catalogue of Life:
| Episcea | \| \| Episcea extravagans \| \| \| \| \| \| Episcea sancta \| \| \| \| |
|         | \| \| Episcea extravagans \| \| \| \| \| \| Episcea sancta \| \| \| \| |
|         | Episcea extravagans                                                    |
|         |                                                                        |
|         | Episcea sancta                                                         |
|         |                                                                        |